# Boudy-de-Beauregard
Boudy-de-Beauregard è un comune francese di 400 abitanti situato nel dipartimento del Lot e Garonna nella regione della Nuova Aquitania.

## Società

### Evoluzione demografica
Abitanti censiti